# Русановы
Русановы — российский дворянский род, к которому принадлежали крупнейшие лесопромышленники Санкт-Петербурга: Николай Иванович Русанов (1820—1882), Андрей Николаевич Русанов (1840—1889), Николай Андреевич Русанов (?—?) и Владимир Андреевич Русанов (1882—?). Известен с XIX века.

## Состав рода

### Николай Иванович Русанов
Николай Иванович Русанов родился в деревне Матвеевская Пабережском приходе Онежского уезда Архангельской губернии в семье бывших государственных крестьян. У его отца, Ивана Васильевича Русанова (1782— ок. 1820), и матери, Марии Яковлевны (1797 — ок. 1850) было пятеро детей: два сына, Александр и Николай, и три дочери: Екатерина, Таисья и Анна. Обучился базовой грамоте и счету, затем с 11 лет работал с отцом на сплаве леса из Олонецкой губернии к петербургском порту. После работал на железной дороге и солеваренном заводе. К концу 1830-х годов он уже в качестве десятника, сплавлял корабельный лес для верфей Санкт-Петербурга. Для ускорения транспортировки через Ладожское и Онежское озера, строил из брёвен плоты длиной 150 саженей (более 300 м) с мачтами и парусами, за что получил вознаграждение от хозяев. Полученные деньги использовал для открытия в 1852 году собственного лесоторгового дела.
В 1855 году представил Министру государственных имуществ графу П. Д. Киселёву проект замены казенного способа доставки лесов для кораблестроения на подрядный с привлечением частных поставщиков. Проект был принят, и Русанов стал одним из крупных контрагентов по снабжению флота лесными материалами. В 1858 году стал купцом первой гильдии в Царском Селе, затем с 1860 года — в Санкт-Петербурге. В 1861 году построил первый в России паровой лесопильный завод в устье реки Утки возле Санкт-Петербурга.
В 1867 году пожалован в потомственное дворянство.
Среди предприятий, которыми владел Николай Иванович Русанов, — лесопильные заводы в Ковде, Архангельске, Мезенская лесная операция с портом в устье Мезени, бывший лесозавод братьев Окуловых там же, Шальский лесопильный завод в Пудожском уезде, Невский и Охтинский лесоперерабатывающие заводы в Санкт-Петербурге, лесопильный завод деревне Антоновской (Усолье), Владыченский солеваренный завод, кирпичный завод, оптовые склады в Санкт-Петербурге и Кронштадте. Продукция заводов продавалась в России и экспортировались в Великобританию.
Помимо деловой активности Николай Иванович Русанов занимался благотворительностью и обустройством быта своих рабочих. На его деньги строились школы и храмы, содержались учителя и священники, в Петрозаводске он помогал при строительстве театра, в устье Водлы поставил маяк и спасательную станцию.
Заслуги Николая Ивановича Русанова были отмечены наградами государства, высшей из которых стал орден святой Анны II степени.
Около 1841 года женился на Евфимии Васильевне (1820 — ок. 1841), в браке родился сын Андрей.
Скончался в Киеве 14 апреля 1882 года. Похоронен на Никольском кладбище Александро-Невской Лавры в Никольской церкви, построенной Русановым в качестве фамильной усыпальницы.

### Андрей Николаевич Русанов
Андрей Николаевич Русанов (1840—1889 или 1841—1890), сын Николая Ивановича Русанова, занимался лесной промышленностью вместе с отцом. Был купцом первой гильдии Санкт-Петербурга, получил звание потомственного почётного гражданина. Благодаря отцу пожалован в 1867 году в дворянство. Дослужился до чина коллежского советника. После смерти отца в 1882 году унаследовал его многомиллионное состояние и обширное дело. В Санкт-Петербурге владел двумя домами на 6-й Рождественской улице.
Имел двух сыновей, Николая и Владимира.

### Николай Андреевич Русанов
Николай Андреевич Русанов (родился ок. 1860), старший сын Андрея Николаевича Русанова, после смерти отца разделил наследство с братом Владимиром. На паях с купцами В. Брандтом, Н .А. Шарвиным и К. А. Гроденом в 1893 году создал Товарищество Беломорских лесопильных заводов «Н. Русанов и сын», в который вошли четыре лесопильных завода в Архангельской губернии. Капитал компании составил 1 500 000 рублей.

### Владимир Андреевич Русанов
Владимир Андреевич Русанов (родился в 1882), младший сын Андрея Николаевича Русанова, после смерти отца разделил наследство с братом Николаем, получив во владение (под опекой Петра Константиновича Мейбаума) Невский и Охтинский лесопильные заводы в Санкт-Петербурге, Невский кирпичный завод в Новосаратовской колонии (Шлиссельбургский участок) и четыре оптовых склада, а также две конторы по продаже продукции на 6-й Рождественской улице (в собственном доме) и Суворовском проспекте. Помимо дома в Санкт-Петербурге владел её одним в Кронштадте. Также ему принадлежали имения в Санкт-Петербургской, Новогородской и Олонецкой губерниях.
В качестве общественного деятеля занимал пост гласного Шлиссельбургском земстве, которое также представлял в Санкт-Петербургском губернском земстве. Одновременно имел статус почётного мирового судьи Шлиссельбургского уезда.

## Возможные представители рода
Николай Алексеевич Шумилов, автор монографии «Архангельский родословец», также относит к роду Русановых следующих лиц:
- Василий Русанов, крестьянин деревни Матвеевская;
- Гавриил Васильевич Русанов (? — ок. 1765), священник, сын Василия Русанова;
  - его жена, Евдокия Максимовна;
- Гавриил Гаврилович Русанов, сын Гавриила Васильевича Русанова, коллежский советник (имя предположительное, известен по инициалам «Г. Г.»);
- Фёдор Гаврилович Русанов, в монашестве — Феофилакт (1765—1821), сын Гавриила Васильевича Русанова, епископ Русской православной церкви, митрополит Карталинский и Кахетинский, экзарх Грузии.